# ロベルト・ファン・ランケル
ロベルト・ファン・ランケル（Robert Van Lancker、1946年12月11日 - ）は、ベルギー、グラス＝ベルルール出身の元自転車競技（トラックレース）選手。

## 来歴
1967年
- トラックレース世界選手権 アマタンデム 3位
- ベルギー選手権 アマタンデム 優勝（+ ダニエル・フンス）

1968年
- メキシコシティオリンピック
  -  タンデム 3位
- トラックレース世界選手権
  - アマタンデム 2位
  - アマスプリント 3位
- ベルギー選手権
  - アマスプリント 優勝
  - アマタンデム 優勝（+ ダニエル・フンス）

1969年、プロ転向
- トラックレース世界選手権 プロスプリント 2位

1970年
- ベルギー選手権
  - スプリント 優勝
  - タンデム 優勝

1971年
- トラックレース世界選手権 プロスプリント 2位
- ベルギー選手権 スプリント 優勝

1972年
- トラックレース世界選手権 優勝
- ベルギー選手権 スプリント 優勝

1973年
- トラックレース世界選手権 優勝
- ベルギー選手権 スプリント 優勝
- モントリオール6日間レース 優勝（+ フェルディナント・ブラック）

1974年
- トラックレース世界選手権 プロスプリント 3位
- ベルギー選手権 スプリント 優勝

1976年
- ベルギー選手権 スプリント 優勝